# Ciarán Frawley
Pour les articles homonymes, voir Ciaran.
Pas d'image ? Cliquez ici

a Compétitions nationales et continentales officielles uniquement.

b Matchs officiels uniquement.
Dernière mise à jour le 6 mars 2025.
Ciarán Frawley, né le 4 décembre 1997 à Sydney (Australie), est un joueur international irlandais de rugby à XV jouant principalement aux postes de centre et demi d'ouverture au Leinster en United Rugby Championship depuis 2018.

## Biographie

### Jeunesse et formation
Né à Sydney, en Australie, de parents irlandais, Ciarán Frawley déménage en Irlande à l'âge de trois ans. Il grandit à Skerries, dans le comté de Fingal, et joue pour le club local, le Skerries RFC, avec qui il remporte le championnat irlandais des moins de 17 ans en 2014,. Avec ce club, il joue pour la première fois dans le Championnat d'Irlande le jour de ses 18 ans, en 2015,,.
L'année suivante, en 2016, il s'en va jouer à l'University College Dublin car il vient y étudier,.
Lors de l'été 2017, il est inclus dans l'effectif de l'Academy (centre de formation) du Leinster pour la première fois.

### Carrière en club

#### Quadruple vainqueur du Pro14 en 2018, 2019, 2020 et 2021
Après avoir joué neuf matchs en British and Irish Cup avec l'équipe réserve du Leinster qui s'incline en finale de l'édition 2017-2018, Ciarán Frawley fait ses débuts professionnels durant la saison 2017-2018, lors de la quinzième journée de Pro14 contre les Scarlets. Il entre en jeu en dès la 13e minute à la place de Rory O'Loughlin et inscrit une pénalité ainsi qu'une transformation soit cinq points. La semaine suivante, il marque le premier essai de sa carrière face aux Southern Kings dans une large victoire 64 à 7. Pour sa première saison, il joue au total trois rencontres, inscrivant 24 points. Le Leinster se qualifie dans un premier temps en finale de la Coupe d'Europe et bat le Racing 92 sur le score de 15 à 12,. De même en championnat, son équipe atteint la finale du Pro14 où elle s'impose contre les Gallois des Scarlets 40 à 32. Frawley ne participe cependant à aucune de ces deux finales.
Lors de la saison 2018-2019, il joue onze matchs de championnat et marque 58 points. Le Leinster se qualifie une nouvelle fois en finale de la Coupe d'Europe mais est battu par les Saracens 20 à 10,. Comme la saison passée, Ciarán Frawley ne participe à cette compétition. Puis, le Leinster joue la finale du Pro14, durant laquelle il affronte les Écossais de Glasgow. Frawley ne joue pas ce match qui voit son équipe remporter le titre après une victoire 15 à 18.
Durant la saison 2019-2020, le Leinster atteint de nouveau la finale du Pro14. Pour ce match, face à l'Ulster, les Leinstermen s'imposent 27 à 5,. Frawley n'est pas non plus sur la feuille de match de cette finale. Cette saison, il joue douze rencontres toutes compétitions confondues malgré l'arrêt prématuré des compétitions lié à la pandémie de Covid-19,.
De même la saison suivante, en 2020-2021, le Leinster se qualifie encore une fois en finale du Pro14. Cette fois, face au Munster, le Leinster s'impose une fois de plus, sur le score de 16 à 6,. Frawley remporte ainsi le Pro14 pour la quatrième saison consécutive, sans avoir joué la moindre finale.
En 2021-2022, il joue au total vingt-et-un matchs inscrivant trois essais. Sa province se qualifie dans un premier temps en finale de la Coupe d'Europe après avoir éliminé le Connacht, Leicester et le Stade toulousain. En finale, face au Stade rochelais, Frawley est sur la feuille de match, mais n'entre pas en jeu. Son équipe est battue sur le score de 21 à 24. En United Rugby Championship, le Leinster est éliminé en demi-finale par l'équipe sud-africaine des Bulls.

#### Finaliste de la Champions Cup en 2023 et 2024
Encore une fois en 2022-2023, son équipe est dans un premier temps éliminée en demi-finale du United Rugby Championship par le Munster qui remporte ensuite la compétition. Toutefois, la province se qualifie en finale de la Champions Cup où elle affronte le Stade rochelais pour la seconde année consécutive. Pour cette rencontre, Frawley est sur le banc des remplaçants et n'entre pas en jeu. Les Rochelais l'emportent une fois de plus, sur le score de 27 à 26. Il perd ainsi sa deuxième finale dans la compétition en deux ans,.
Durant la saison 2024-2025, il remporte la finale du United Rugby Championship en battant les Sud-Africains des Bulls sur le score de 32 à 7. Il s'agit du premier titre gagné par le Leinster depuis 2021, après de nombreuses finales perdues.

### Carrière internationale
Ciarán Frawley est sélectionné avec l'équipe d'Irlande des moins de 19 ans en 2016 pour affronter leurs homologues français.
Il est ensuite sélectionné avec l'équipe d'Irlande des moins de 20 ans pour participer Tournoi des Six Nations des moins de 20 ans en 2017. Il joue les cinq matchs de son pays qui termine à la quatrième place. Quelques mois plus tard, il est de nouveau retenu pour le Championnat du monde junior de la même année,. Il joue cinq matchs dans cette compétition et marque un essai face aux Samoa,.
En octobre 2021, il est appelé pour la première fois en équipe d'Irlande, à l'occasion des tests internationaux d'automne. Il ne joue cependant aucune rencontre. Il est ensuite sélectionné pour la tournée d'été 2022, en Nouvelle-Zélande. Il ne joue aucune rencontre officielle, mais participe toutefois à deux rencontres non officielles contre les Māori All Blacks, où il est titulaire lors des deux matchs et connaît une défaite, puis une victoire lors du deuxième match.
Durant le mois d'octobre suivant, il est sélectionné pour les test matchs de novembre avec les Ireland Wolfhounds (en) (l'équipe réserve irlandaise). Il joue une rencontre face aux All Blacks XV (en) (équipe réserve de la Nouvelle-Zélande). Il est titulaire et marque un essai dans une défaite 47 à 19. En parallèle, il est également sélectionné pour la tournée d'automne avec l'Irlande.
En mars 2023, il est appelé dans le groupe irlandais pour la quatrième journée du Tournoi des Six Nations 2023. Il ne fait cependant pas ses débuts internationaux à cette occasion. Fin mai 2023, il est présélectionné dans un groupe de 42 joueurs pour préparer la Coupe du monde 2023 avec son pays,. Ciarán Frawley connaît sa première cape avec le XV du Trèfle lorsqu'il entre en jeu à la mi-temps du match de préparation face à l'Italie à la place de Jimmy O'Brien. Il inscrit notamment une transformation et son pays s'impose 33-17. Malgré cette première sélection internationale, il ne fait pas partie de la sélection finale irlandaise pour ce Mondial.
En janvier 2024, il est sélectionné pour le Tournoi des Six Nations.

## Statistiques

### En province
| Saison         | Club           | Championnat               | Championnat | Championnat | Coupe d'Europe | Coupe d'Europe | Coupe d'Europe |
| Saison         | Club           | Compétition               | Matchs      | Points      | Compétition    | Matchs         | Points         |
| -------------- | -------------- | ------------------------- | ----------- | ----------- | -------------- | -------------- | -------------- |
| 2017-2018      | Leinster       | Pro14                     | 3           | 24          | Coupe d'Europe | -              | -              |
| 2018-2019      | Leinster       | Pro14                     | 11          | 58          | Coupe d'Europe | -              | -              |
| 2019-2020      | Leinster       | Pro14                     | 9           | 36          | Coupe d'Europe | 3              | 6              |
| 2020-2021      | Leinster       | Pro14                     | 6           | 14          | Coupe d'Europe | 2              | 5              |
| 2020-2021      | Leinster       | Pro14 Rainbow Cup         | 1           | -           | Coupe d'Europe | 2              | 5              |
| 2021-2022      | Leinster       | United Rugby Championship | 15          | 31          | Coupe d'Europe | 6              | 5              |
| 2022-2023      | Leinster       | United Rugby Championship | 8           | 9           | Champions Cup  | 3              | -              |
| 2023-2024      | Leinster       | United Rugby Championship |             |             | Champions Cup  |                |                |
| Total Leinster | Total Leinster | Total Leinster            | 53          | 172         | Coupe d'Europe | 14             | 16             |

### Internationales

#### Équipe d'Irlande des moins de 20 ans
Ciarán Frawley a disputé dix matchs avec l'équipe d'Irlande des moins de 20 ans en une saison, prenant part à deux éditions du Tournoi des Six Nations des moins de 20 ans en 2017 et une édition du Championnat du monde junior en 2017. Il a inscrit un essai soit cinq points.

#### Équipe d'Irlande
Au 21 octobre 2024, Ciarán Frawley compte une 8 sélections en équipe d'Irlande et a marqué une transformation 2 Pénalités et 1 essai, soit 13 points.
| Année | Compétition | Matchs | Points | Essais | Transf. | Drops | Pénal. |
| ----- | ----------- | ------ | ------ | ------ | ------- | ----- | ------ |
| 2023  | Test matchs | 1      | 2      | -      | 1       | -     | -      |
| Total | Total       | 1      | 2      | 0      | 1       | 0     | 0      |

## Palmarès

### En province
- Leinster A
  - Finaliste de la British and Irish Cup en 2018.
- Leinster
  - Vainqueur du Pro14/United Rugby Championship en 2018, 2019, 2020, 2021 et 2025.
  - Finaliste de la Coupe d'Europe/Champions Cup en 2022, 2023 et 2024.

### En sélection nationale
- Irlande
  - Vainqueur du Tournoi des Six Nations en 2024.